# 梅茲皇家監獄
梅兹皇家监狱（英语：HM Prison Maze），舊称隆基什拘留中心（Long Kesh Detention Centre），是北爱尔兰的一座已廢除监狱。该监狱从1971年8月至2000年9月关押了北爱尔兰動亂期间的准军事组织囚犯。1974年10月15日，被拘留的爱尔兰共和军成員烧毁了监狱中的21个独栋建筑，並摧毁其大部分结构。
监狱的前身是位于北爱尔兰利斯本郊区的英国皇家空军隆基什基地。该基地坐落在贝尔法斯特西南大约9英里（14公里）处的梅兹镇。监狱囚犯曾参与1981年的绝食抗议等事件。梅兹监狱于2000年关闭，拆除工作于2006年10月30日开始，但北爱尔兰行政部门在2013年4月18日宣布剩余建筑将重新开发为和平中心；不过这个改造计划最终被放弃。